# Harah
Harah est un personnage de fiction du cycle de Dune, de Frank Herbert.
Harah est la femme de Jamis, lequel meurt dans un combat rituel contre Paul Atréides. Comme le veut la coutume Fremen, Paul la prend alors en charge avec ses enfants. Servante, elle deviendra très proche d’Alia Atréides, la sœur de Paul, puis du premier fils de Chani.
Dans Le Messie de Dune, elle est par la suite décrite comme l’une des femmes de Stilgar et l’une des proches amies de Chani.
Dans Les Enfants de Dune, elle se rapproche de Ghanima Atréides et de son frère jumeau Leto Atréides II, puis aide Ghanima et Irulan à fuir la tyrannie d’Alia.